# Cryptobothria
Cryptobothria – rodzaj roztoczy z kohorty mechowców i rodziny Punctoribatidae.
Rodzaj ten został opisany w 1963 przez Johna Anthony'ego Wallworka. Gatunkiem typowym wyznaczono Cryptobothria monodactyla.
Mechowce te mają rozrośniętą przednią część tektum notogastra, przykrywającą botridia, sensilusy i tył prodorsum. Notogaster z 4 parami areae porosae. Szczeciny notogastralne występują w liczbie 10 par, genitalne 3 par, aggenitalne 1 pary, analne 2 par, a adanalne 3 par. Odnóża jednopalczaste.
Rodzaj znany z Antarktyki i Nowej Gwinei.
Należą tu 2 opisane gatunki:
- Cryptobothria monodactyla Wallwork, 1963
- Cryptobothria papuana Balogh, 1970